# سیمونه وانی
سیمونه وانی (ایتالیایی: Simone Vanni؛ زادهٔ ۱۶ فوریهٔ ۱۹۷۹) شمشیرباز اهل ایتالیا بود.